# Рудохвостий голуб
Рудохвостий голуб (Nesoenas) — рід птахів родини Columbidae Передставники цього роду мешкають на Мадагаскарі та на інших островах у західній частині Індійського океану.

## Види
Виділяють чотири види, включно з двома вимерлими:
- Горлиця мадагаскарська (Nesoenas picturatus)
- Фунінго маскаренський (Nesoenas rodericanus)
- Голуб рудохвостий (Nesoenas mayeri)
- Nesoenas cicur